# João de Ornelas
Frei João de Ornelas, ou Dom João de Ornelas (Século XIV), Dom Abade de Alcobaça, Esmoler-mor do Reino, Senhor dos Coutos de Alcobaça, foi um religioso e comandante militar português.

## Biografia

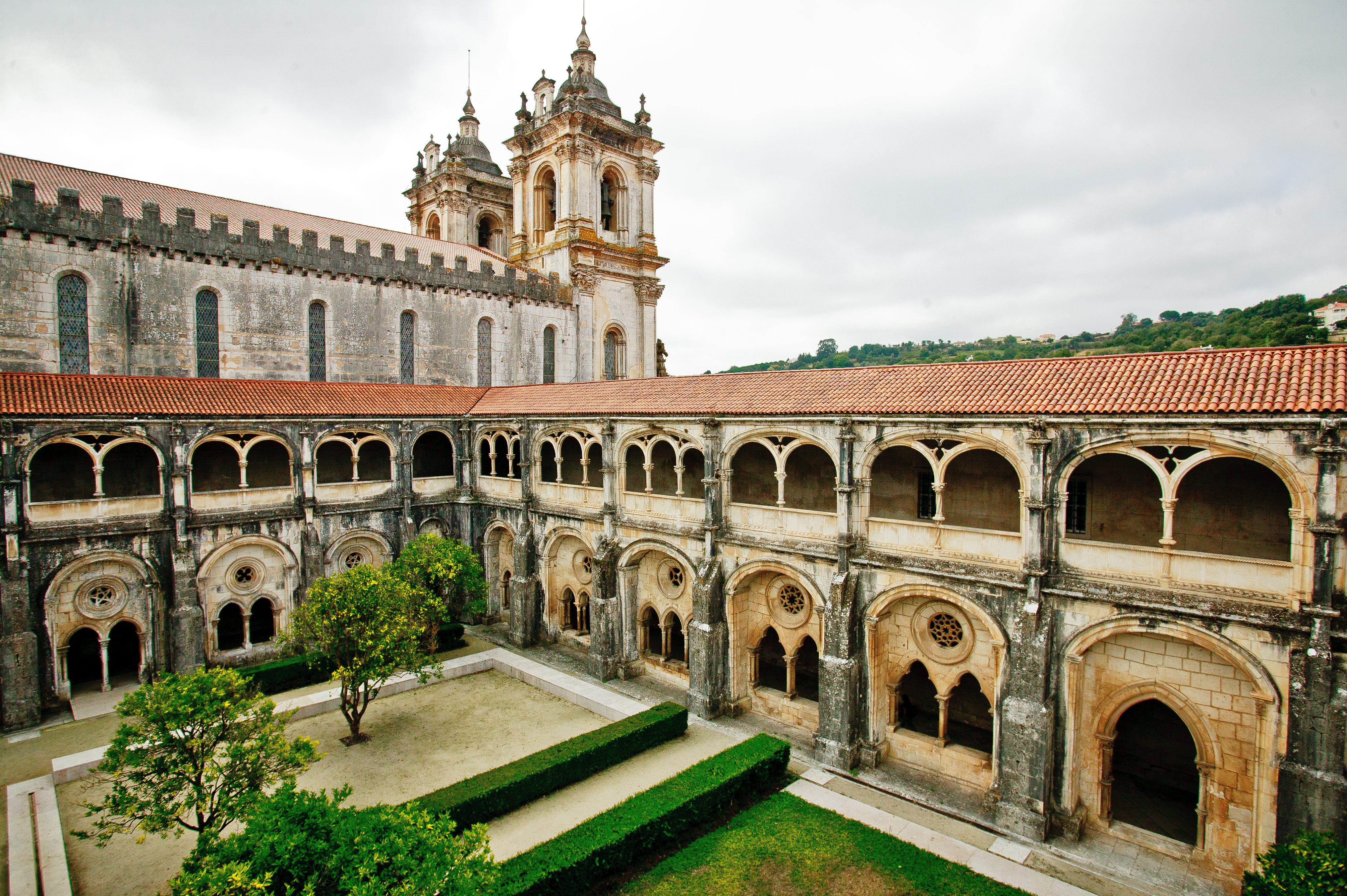
Claustro do Mosteiro de Alcobaça.

Quando ocorreu a Batalha de Aljubarrota, em 1385, João de Ornelas era o abade do Mosteiro de Alcobaça, da Ordem de Cister. Foi um dos principais apoiantes do futuro D. João I contra Castela, devido em grande parte às fortes ligações entre a sua congregação e a Ordem de Avis, da qual o monarca era mestre. Com efeito, a organização da Ordem de Avis tinha sido em grande parte baseada na de Cister. Por outro lado, João de Ornelas tinha mesmo uma relação de amizade com o monarca, afeição que pode ser confirmada pelo baptizado do Infante D. Afonso ter tido lugar no Mosteiro de Alcobaça.
Antes da batalha, João de Ornelas enviou um terço de 1.000 homens, comandados por seu irmão Martim Aires de Ornelas, com o objectivo de defender a ponte de Chaqueda. Desta forma, o exército de Leão e Castela foi obrigado a evitar esse caminho, e escolher outro que lhe era taticamente mais desfavorável, o que foi depois de grande importância para a vitória portuguesa. O contingente de João de Ornelas, que também levava mantimentos para o exército português, foi depois enviado para reforçar as tropas do Condestável D. Nuno Álvares Pereira, tendo sido muito útil durante a batalha.
O seu apoio militar, eclesiástico e diplomático ao novo rei D. João I, que como mestre da Ordem de São Bento de Avis, era também ele um membro da Ordem de Cister, teve como efeito a extrema benevolência do soberano para com a Abadia de Alcobaça, restituindo-lhes direitos que antecessores seus no trono lhes haviam procurado sonegar.